# Euplexia brillians
Euplexia brillians är en fjärilsart som beskrevs av Barnes och Mcdunnough 1911. Euplexia brillians ingår i släktet Euplexia och familjen nattflyn. Inga underarter finns listade i Catalogue of Life.